# Chasteaux
Chasteaux ist eine Gemeinde mit 747 Einwohnern (Stand 1. Januar 2022) in Frankreich. Sie gehört zur Region Nouvelle-Aquitaine, zum Département Corrèze, zum Arrondissement Brive-la-Gaillarde und zum Kanton Saint-Pantaléon-de-Larche.
Die Bewohner nennen sich Castellois.

## Geografie
Die Gemeindegemarkung wird im Nordwesten vom Stausee Lac du Causse und somit von der Couze flankiert. Chasteaux grenzt im Norden an Lissac-sur-Couze, im Nordosten an Brive-la-Gaillarde, im Osten an Noailles, im Südosten an Nespouls, im Südwesten an Chartrier-Ferrière und im Westen an Saint-Cernin-de-Larche.

## Persönlichkeiten
- André Lajoinie (1929–2024), Politiker

## Sehenswürdigkeiten
- Burgruine Château de Couzage, ein Monument historique

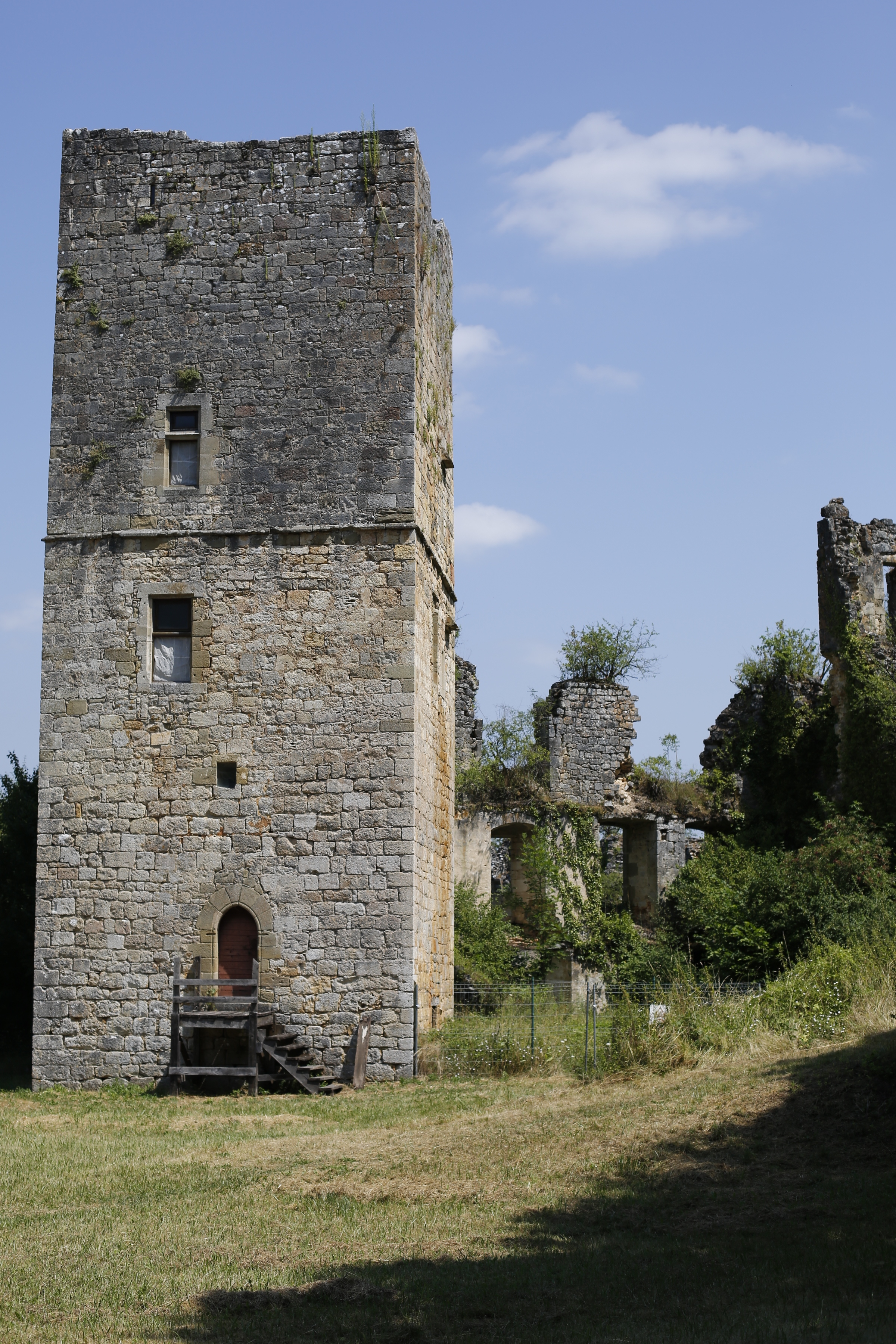
Burgruine Château de Couzage
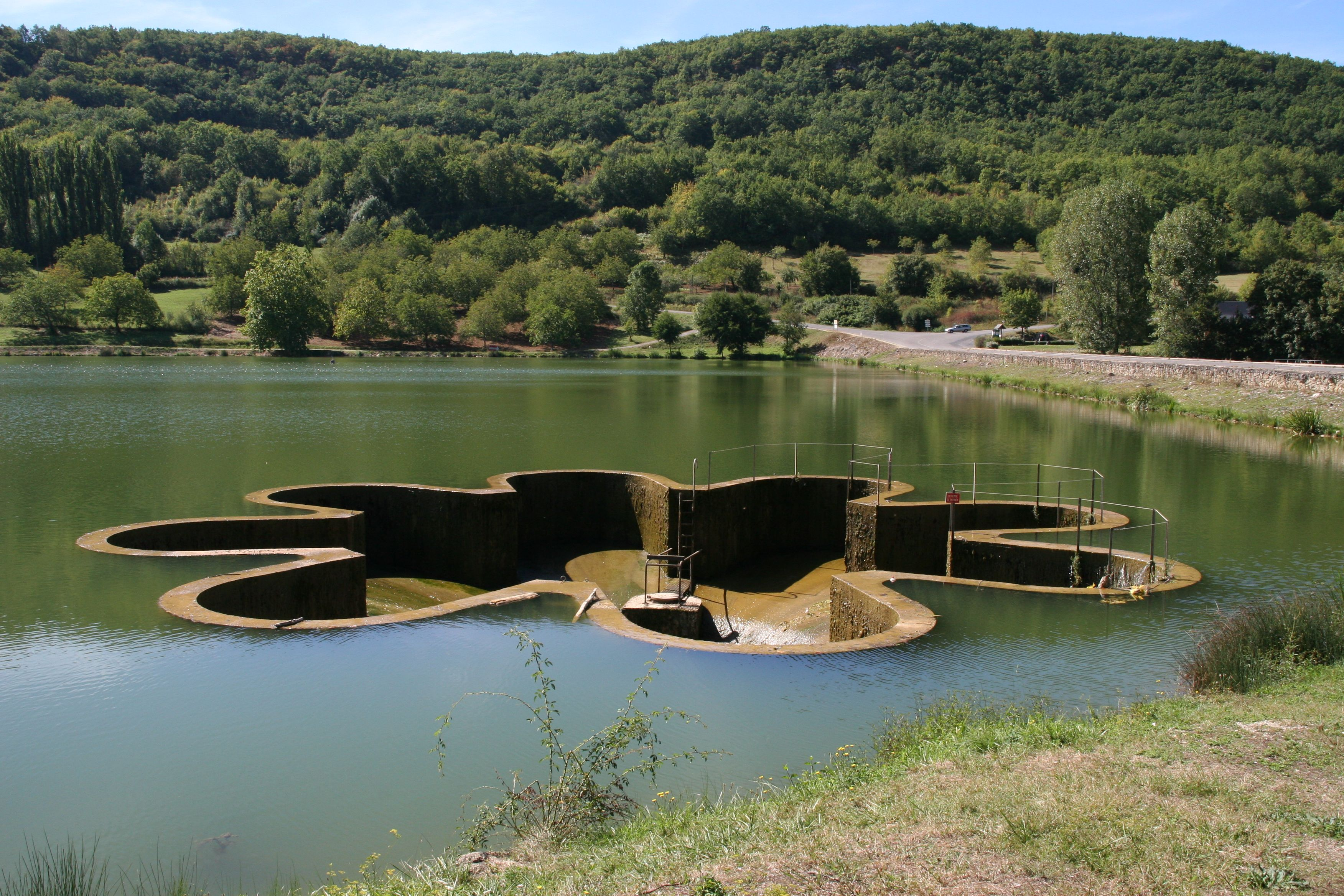
Der Lac du Causse
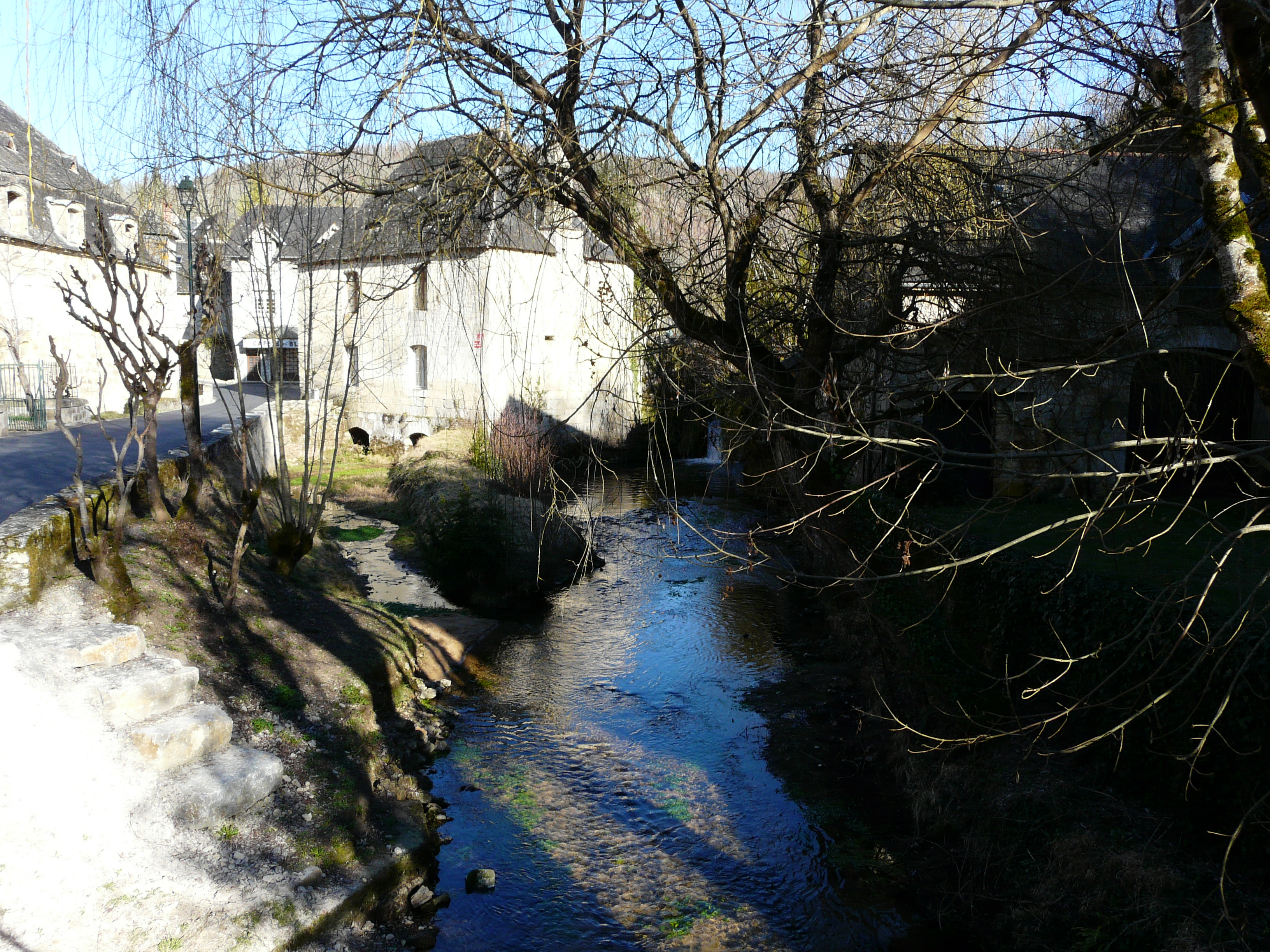
Der Couze durchfließt den Ortsteil Soulier.
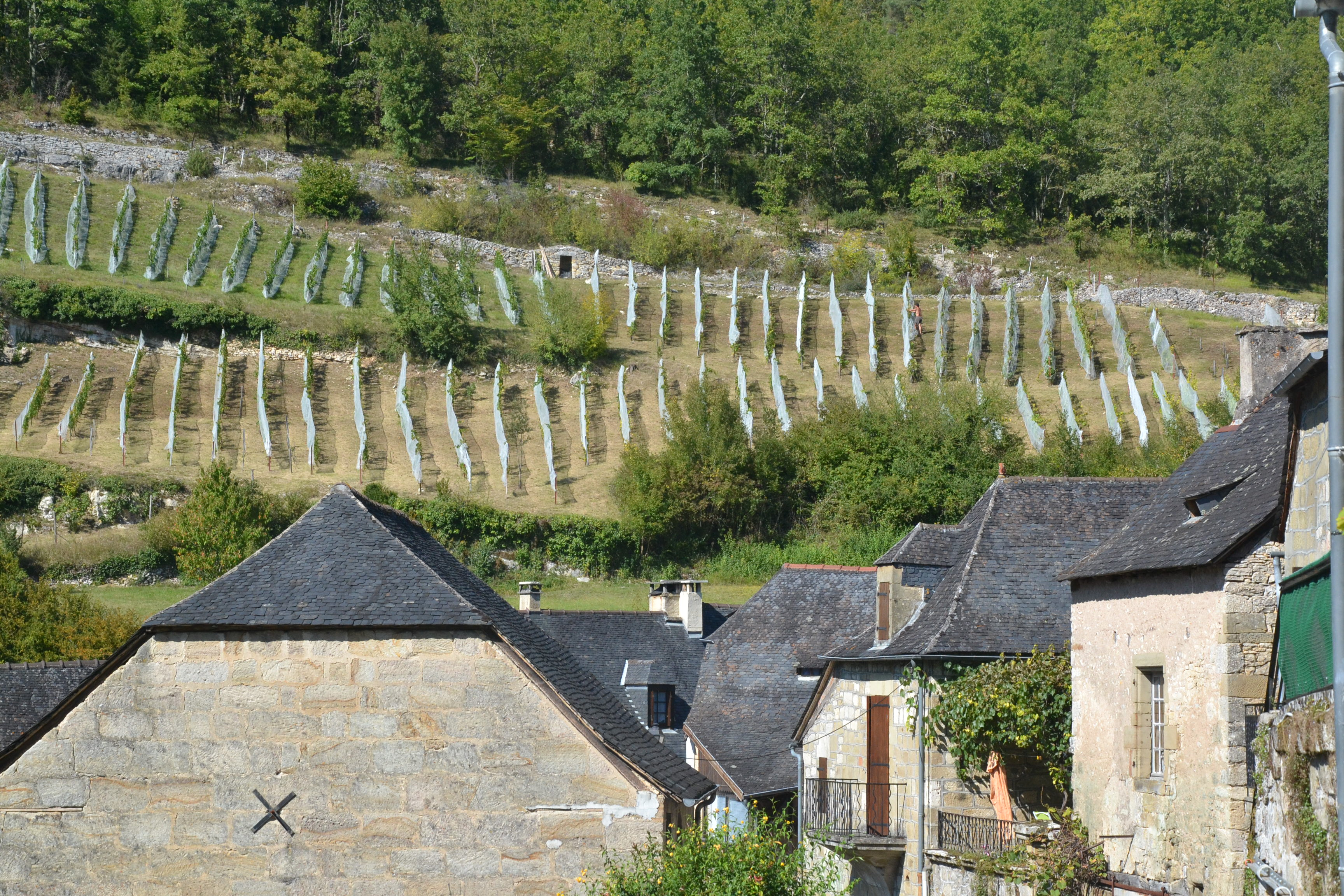
Weinbau bei Le Soulier

## Bevölkerungsentwicklung
| Jahr      | 1962 | 1968 | 1975 | 1982 | 1990 | 1999 | 2008 | 2012 |
| --------- | ---- | ---- | ---- | ---- | ---- | ---- | ---- | ---- |
| Einwohner | 437  | 413  | 363  | 391  | 455  | 512  | 553  | 630  |